# Squatina aculeata
Squatina aculeata là một loài cá mập trong chi Squatina, chi duy nhất còn sinh tồn trong họ và bộ của nó. Loài này được Cuvier miêu tả khoa học đầu tiên năm 1829. 
Loài này phân bố ở đông Đại Tây Dương: tây Địa Trung Hải, Maroc, Sénégal, Guinea Nigeria, sau đó Gabon đến Angola. Tọa độ 43 ° B - 19 ° N, 18 ° T - 30 ° Đ.
Môi trường sinh sống ở ngoài khơi khu vực cận nhiệt đới, thềm lục địa và các sườn dốc trên, nước lợ gần đáy, thường được tìm thấy trên đáy bùn ở độ sâu 30 - 500m trở xuống.
Chế độ ăn gồm: ăn cá mập nhỏ, cá xương, cá mực, và động vật giáp xác.